# Guča-Trompetenfestival

In den Straßen von Guča

Das Guča-Trompetenfestival, eigentlich Messe von Dragačevo in Guča (serbisch Dragačevski sabor u Guči), ist das größte Balkan-Brass-Festival in Europa sowie eine der bedeutendsten Musikveranstaltungen Südosteuropas und die größte in Serbien.

## Das Festival
Das Festival findet alljährlich drei Tage und Nächte, immer im Monat August, in Guča in der Moravica statt und lockt mehrere hunderttausend Besucher aus dem In- und Ausland an. Im Jahr 2009 erreichte das Festival einen Rekord von über 500.000 Besuchern.    
Eine Besonderheit und Publikumsmagnet dieses Festivals sind die zahllosen inoffiziellen unverstärkten und spontanen Auftritte der Künstler auf den Straßen und in den Gaststätten und Bierzelten von Guča. Hierbei spielen die Musiker meist gegen direkte Bezahlung von Gastwirten oder aus dem Publikum: Zumeist werden den Künstlern Geldscheine in die Instrumente gesteckt bzw. an die schweißnasse Stirn geklebt.

## Geschichte
Das erste Trompetenfestival von Dragačevo fand unter einfachen Bedingungen 1961 statt, im Hof der örtlichen orthodoxen Kirche, als lediglich vier Trompetenorchester teilnahmen. Die Idee zum Festival hatte der Journalist Blagoje Radivojević. Der Schriftsteller Branko B. Radičević erdachte das Motto „Große Volksmesse von Ovčar bis Kablar“. Unter Mitwirkung vieler Musiker sowie der Tageszeitung Večernje novosti wurde die Idee eines Trompetenfestivals schließlich realisiert. Denn die Trompete ist eines der wichtigsten Musikinstrumente serbischer wie überhaupt südosteuropäischer Volksmusik. 1335 wurde in Dubrovnik ein Trompeter Dragan aus Prizren erwähnt. Serbische Kirchenfresken aus dem späten Mittelalter zeigen ebenfalls Trompeter. Im 19. Jahrhundert erlebte die Trompete in Serbien eine Wiedergeburt, zuerst als Teil der Militärmusik, wurde sie später allgemein in die Volksmusik integriert. Kleinere Musikorchester sind fester Bestandteil serbischer Familienfeiern und Feste und in diesem Sinne entstanden auch die ersten Trompetenorchester.
Heute setzen sich die meisten Trompetenorchester de facto aus Berufsmusikern zusammen, die von einer Feier zur nächsten wandern und so ihren Lebensunterhalt verdienen. Dementsprechend ist auch das Trompetenfestival von Guča weit über das Volkstümliche und die Folklore hinausgewachsen und dient den Orchestern ebenfalls dazu, sich und ihr Können zu präsentieren. Abgesehen von den Siegesprämien, u. a. der goldenen Trompete, winkt Bekanntheit im In- und Ausland. So wuchsen mit der Zeit die Besucher- und die Teilnehmeranzahl.

## Rezeption
Dem Festival wurden bereits mehrere Filme gewidmet: die Dokumentation Guča (2005), der Spielfilm Gucha! (Distant Trumpet) (2006) mit Marko Marković in der Hauptrolle sowie der Dokumentarfilm Meine Freunde spielen jetzt Serbenmusik (2006), der die Reise des Landshuter Orchesters Kein Vorspiel nach Guča zeigt.